# Menko

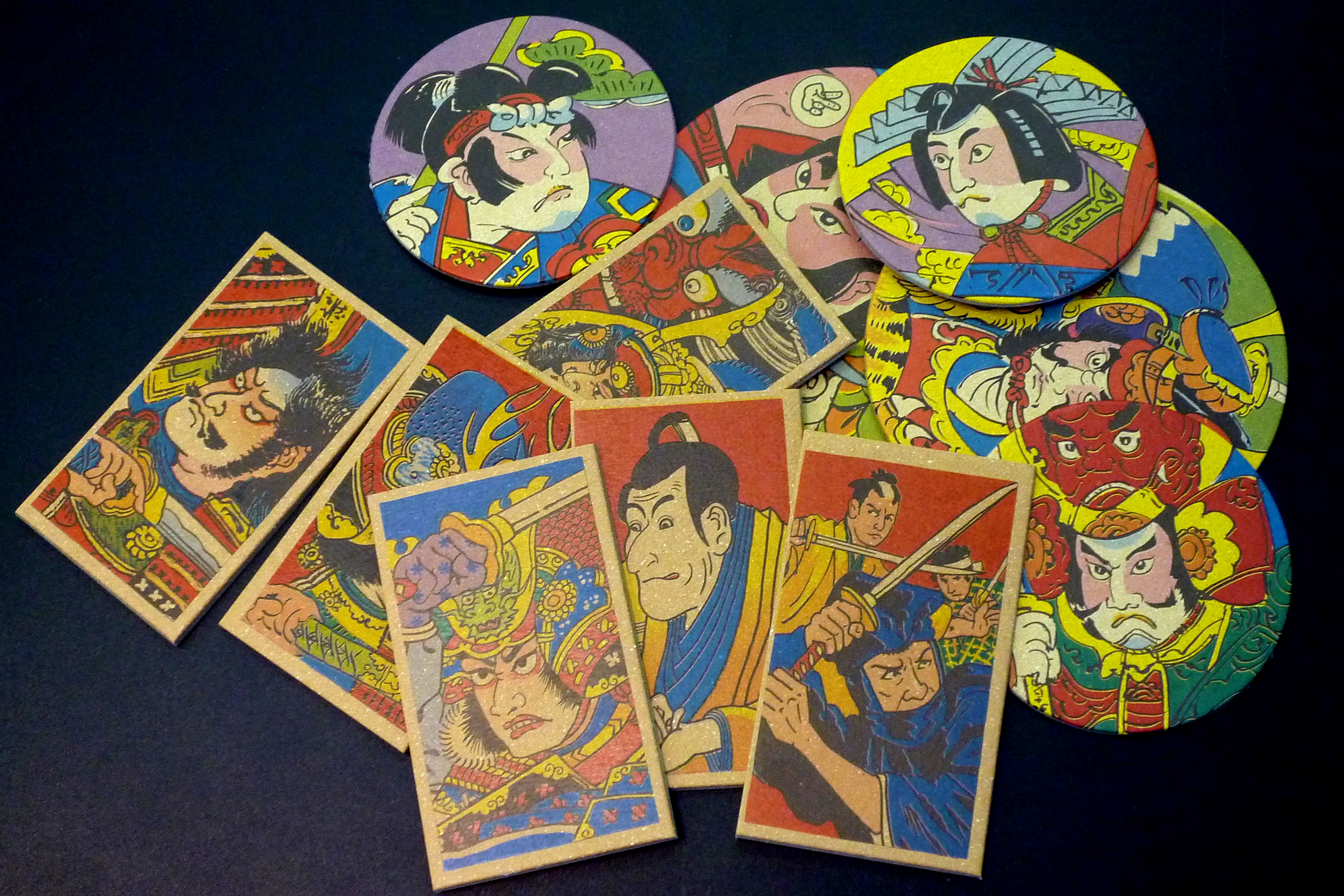
Runde und rechteckige Menko mit Samurai- und Ninja-Motiven.

Menko (めんこ, 面子), auch bekannt als Bettan oder Patchin, ist ein Kartenspiel aus Japan für zwei oder mehr Spieler und zugleich der Name für die Karten, die für dieses Spiel zum Einsatz kommen.
Die Karten bestehen aus dickem Papier oder Karton und sind beidseitig mit Figuren aus Manga, Anime und vielen anderen Bereichen bedruckt.

## Spielprinzip
Die Spieler nutzen Karten aus dickem Papier oder Karton. Um die Spielreihenfolge zu bestimmen, wird Schere, Stein, Papier gespielt. Die Spieler, die nicht am Zug sind, legen ihre Karten allesamt auf den Boden. Der Spieler am Zug versucht nun, durch das Werfen seiner Karte auf den Boden, die Karte des Gegners umzudrehen. Ist der Spieler erfolgreich, darf er beide Karten – seine eigene geworfene als auch die umgedrehte Karte – in seine Hand nehmen.
Der Spieler, der zuerst alle Karten durch das Umdrehen der gegnerischen Karten in seine Hand aufgenommen oder zum Spielende die meisten Karten gesammelt hat, gewinnt.
Es gibt weitere Variationen des Spiels, wobei die Spielregeln variieren können. So kann das Spiel in einem zuvor festgelegten Spielfeld gespielt werden.

## Geschichtliche Entwicklung und Kartenmotive

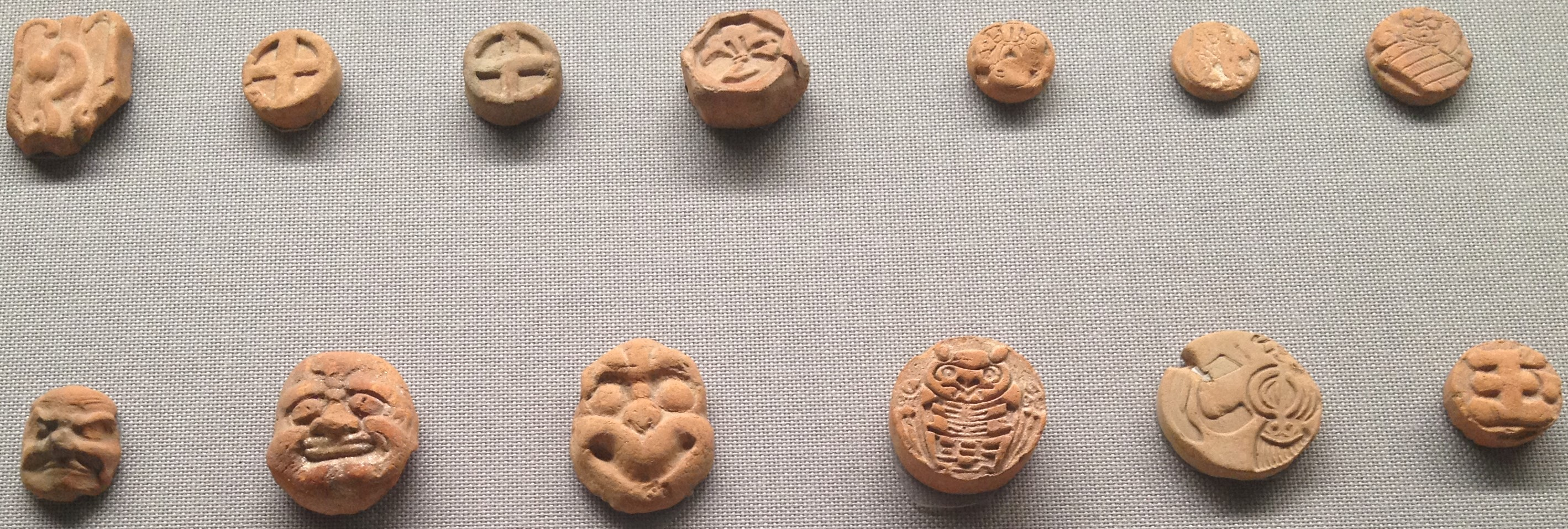
Men’uchi aus dem 17. bis 19. Jahrhundert, Vorläufer des heutigen Menko, ausgestellt im Tokyo National Museum.

Menko war bereits zur Edo-Zeit ein beliebtes Spiel. Die Spielkarten waren ursprünglich unter dem Namen Men’uchi (面打) bekannt und wurden aus Ton geformt und danach in einem Ofen gebacken. Das Spiel war bereits zu dieser Zeit aufgrund seiner einfachen Regeln bei Kindern in allen Altersklassen beliebt. Menko erinnert an das chinesische Spiel ‘wáah pín (chinesisch 畫片, Pinyin huà piàn).
Die Motive auf den Karten reflektieren die Populärkultur zu jeder Zeitperiode. In der Edo- und der frühen Meiji-Zeit waren Abbildungen von berühmten Ninja und Samurai beliebt. Vor dem Zweiten Weltkrieg wurden vor allem Persönlichkeiten aus dem japanischen Militär, aber auch Kampfflugzeuge und Schlachtschiffe abgebildet. Besonders die Karten aus dieser Zeit reflektieren wichtige Informationen über ihre jeweilige Ära.
Nach dem Zweiten Weltkrieg wurden vor allem Figuren aus Anime, Manga und anderen Medien, aber auch Abbildungen von Baseballspielern populär. In den späten 1980er- und den frühen 1990er-Jahren wurden Karten mit Holo-Effekten produziert. Menkokarten können verschiedene Formen haben.

## Ähnliche Spiele
Ein ähnliches Spiel aus Südkorea, Ddakji (kor. 딱지), erreichte aufgrund der Netflix-Serie Squid Game weltweite Bekanntheit. Dabei falten die Spieler zwei quadratische Papierstücke zusammen und versuchen wie beim Menko, die Karten der Gegner durch Werfen umzudrehen.
In Katalonien ist Patacó ein Spiel, das dem Menko gleicht. Bei diesem Spiel werden abgenutzte spanische Spielkarten in zwei gleich große Hälften geschnitten und anschließend gefaltet. Es gibt, wie beim Menko auch, verschiedene Spielvarianten, wobei die Picada-Variante von den Spielregeln dem klassischen Menko am ähnlichsten ist. Auf den Philippinen ist Teks ein Spiel, das dem Menko ähnelt.